# 鵜の木駅
鵜の木駅（うのきえき）は、東京都大田区鵜の木二丁目にある、東急電鉄東急多摩川線の駅である。駅番号はTM03。

## 歴史

### 年表
- 1924年（大正13年）2月28日：目黒蒲田電鉄（現・東急電鉄）目蒲線の鵜ノ木駅として開設[2]。
- 1939年（昭和14年）10月16日：会社合併に伴い、東京横浜電鉄の駅となる。
- 1942年（昭和17年）5月26日：会社合併に伴い、東急電鉄の駅となる。
- 1966年（昭和41年）1月20日：鵜の木駅へ改称[1]。
- 2000年（平成12年）8月6日：目蒲線が東急多摩川線と目黒線へ分割、当駅は東急多摩川線の駅となる[3][4]。また、駅舎を天井の高い鉄骨造にする改修やバリアフリー対応工事も施工される。
- 2010年（平成22年）9月30日：駅売店「toks」閉店。
- 2014年（平成26年）12月3日：商業施設「エトモ鵜の木」がオープン[5]。

## 駅構造
相対式ホーム2面2線を有する地上駅。上下線で改札が別にあり、改札内での各ホーム間の行き来は出来ない。トイレは1番線のみに設置。
かつて駅舎・改札口は蒲田方面ホーム側にしかなく、構内踏切で連絡していた。
ホーム有効長は3両分しかないため、4両で運行されていた目蒲線時代は、目黒寄り1両をドアカットしていた。東急多摩川線となってワンマン運転を開始する際に、3両とされたためドアカットはなくなった。

### のりば
| 番線 | 路線         | 方向 | 行先             |
| ---- | ------------ | ---- | ---------------- |
| 1    | 東急多摩川線 | 下り | 下丸子・蒲田方面 |
| 2    | 東急多摩川線 | 上り | 多摩川方面       |

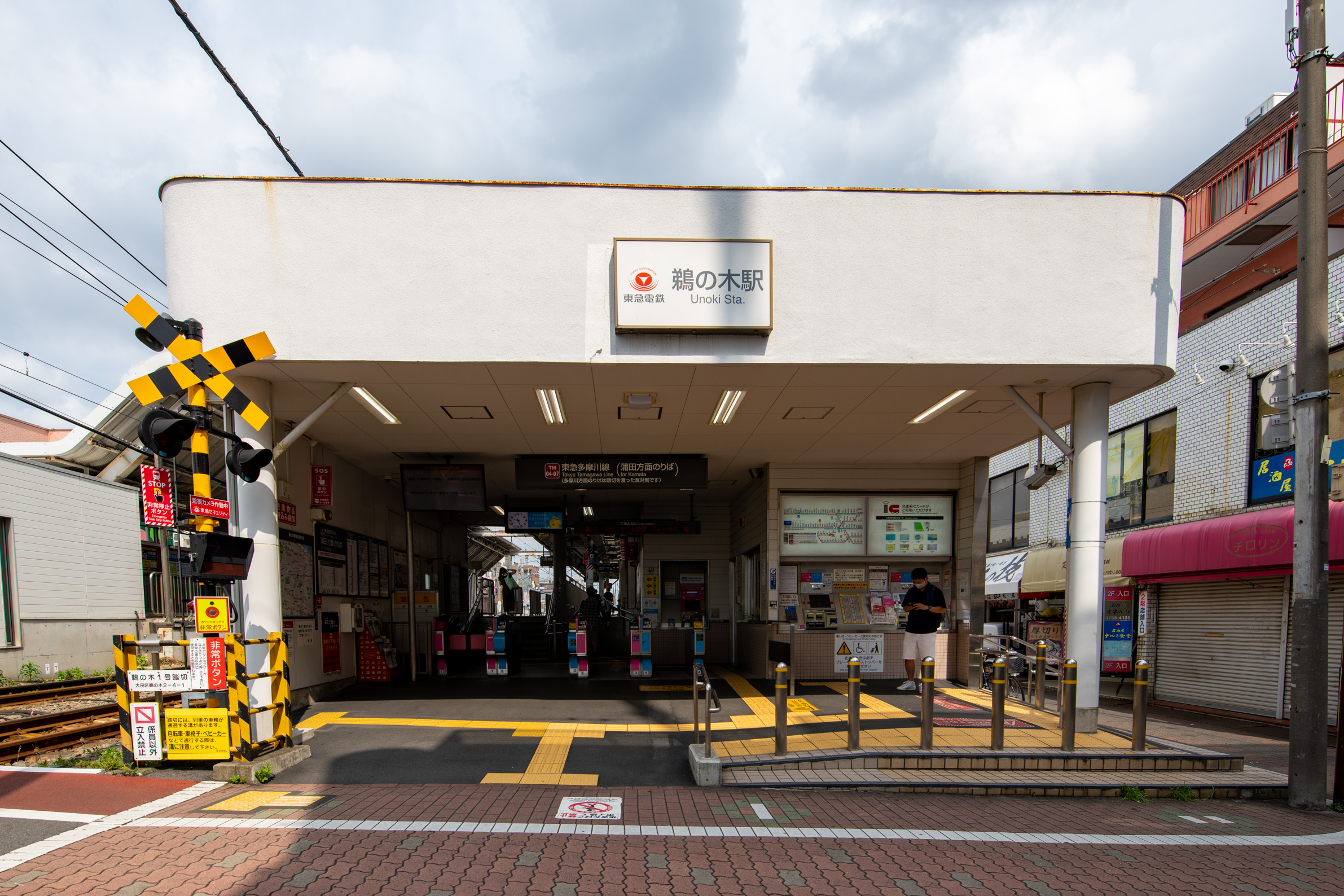
蒲田方面駅舎 （2021年8月29日）
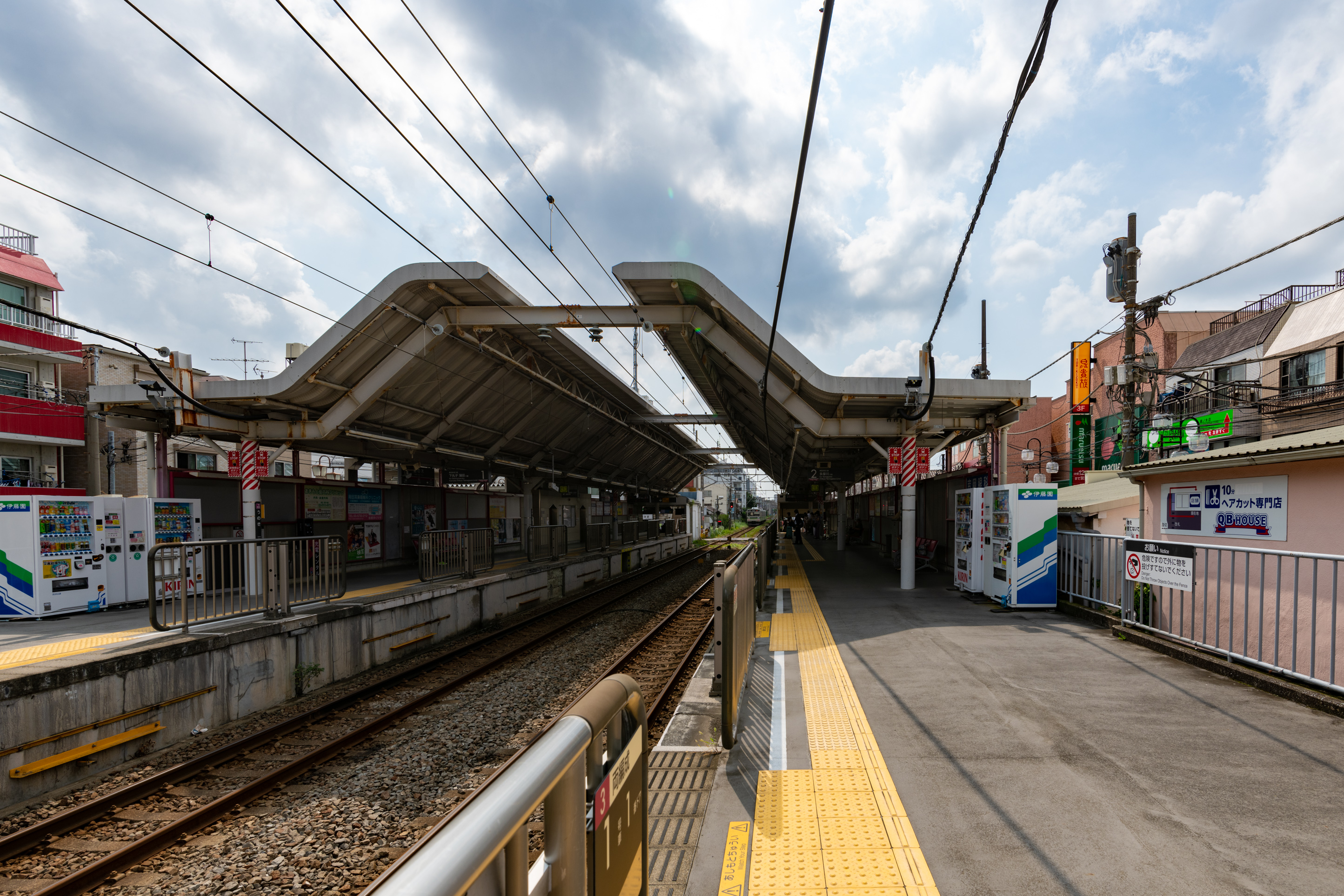
ホーム （2021年8月29日）
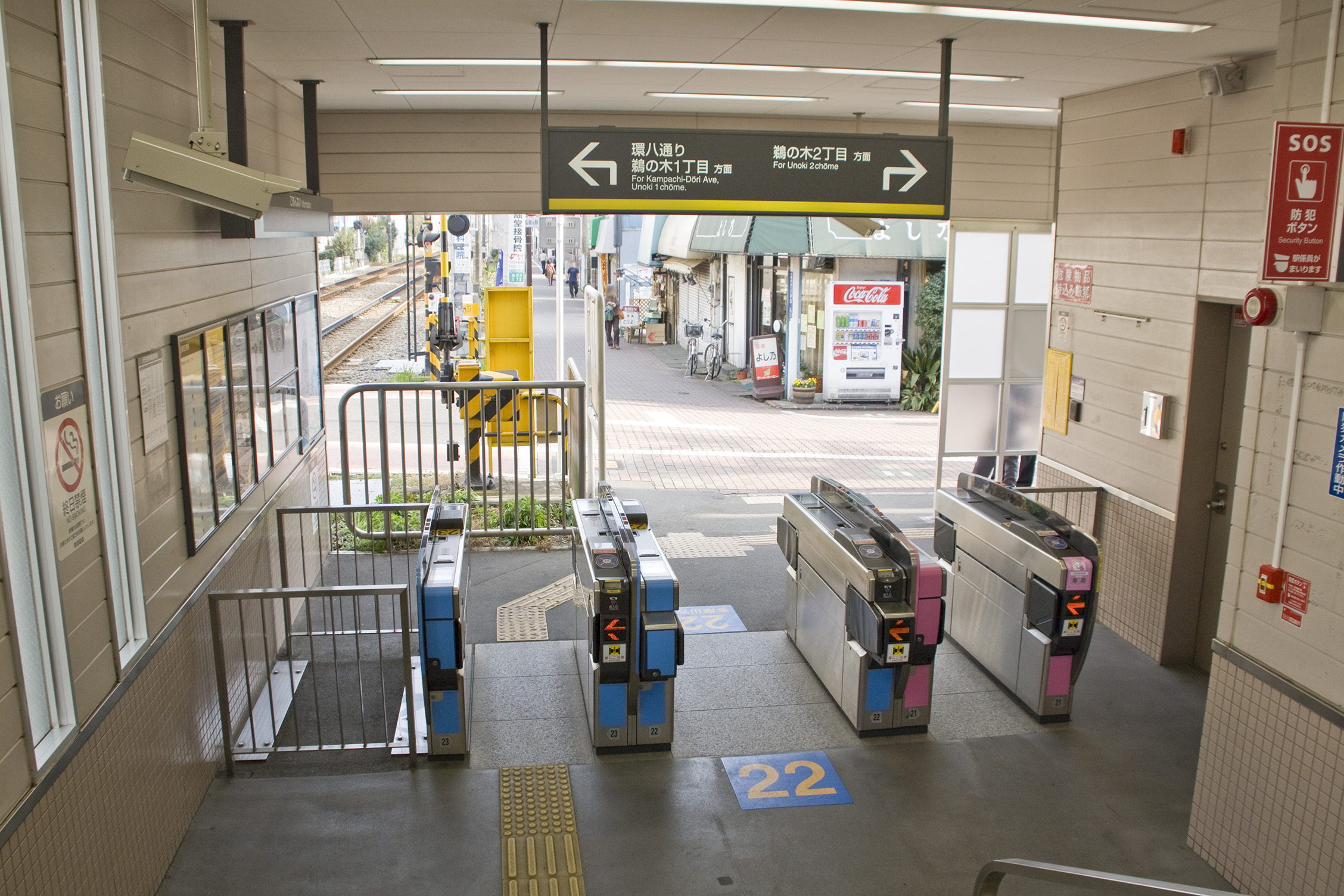
多摩川方面改札 （2009年2月14日）
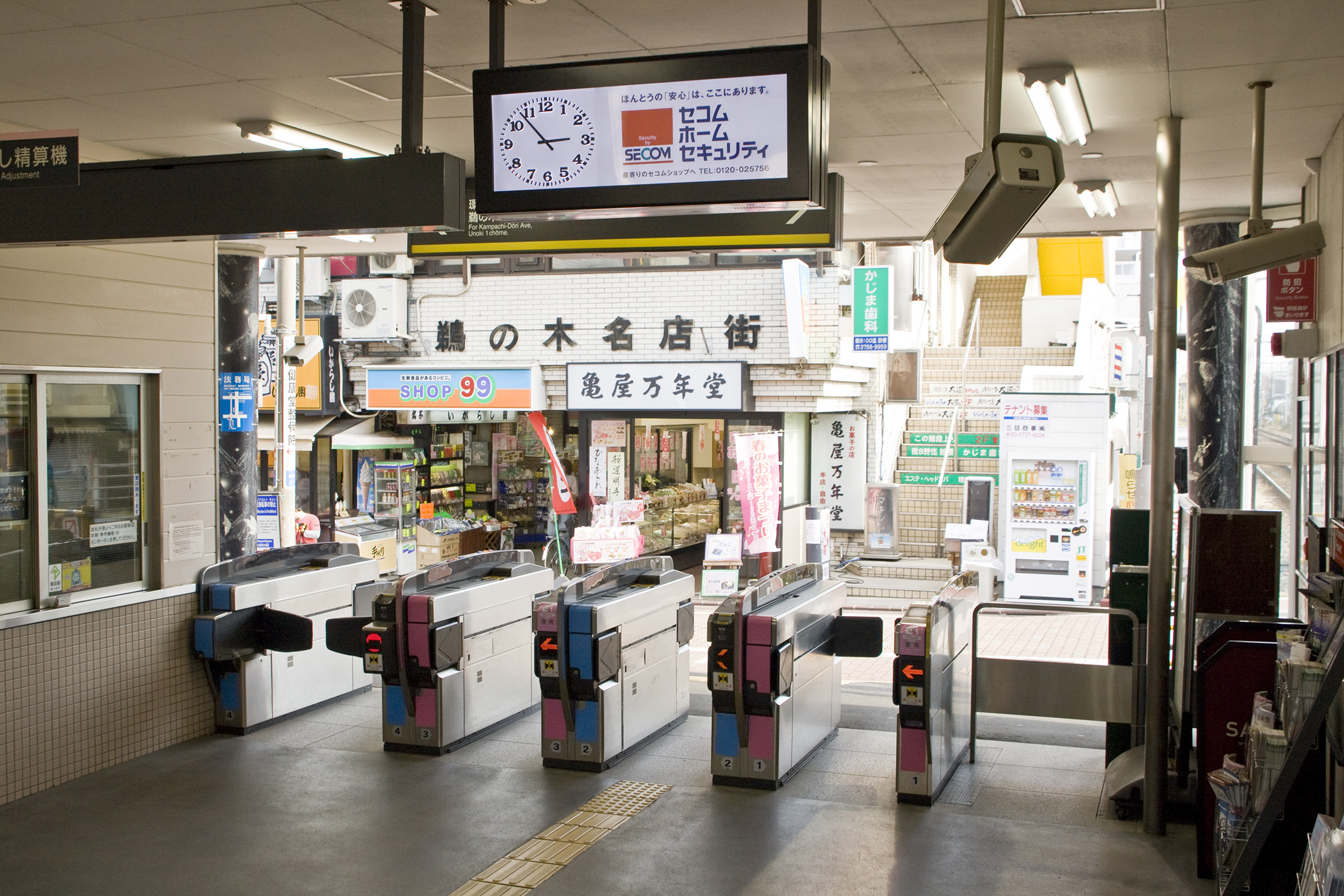
蒲田方面改札 （2009年2月14日）

## 利用状況
2024年度（令和6年度）の1日平均乗降人員は19,463人である。
近年の1日平均乗降・乗車人員の推移は以下の通り。
| 年度               | 1日平均 乗降人員 | 1日平均 乗車人員 | 出典     |
| ------------------ | ---------------- | ---------------- | -------- |
| 1990年（平成02年） |                  | 9,877            | [ * 1 ]  |
| 1991年（平成03年） |                  | 10,046           | [ * 2 ]  |
| 1992年（平成04年） |                  | 9,888            | [ * 3 ]  |
| 1993年（平成05年） |                  | 9,756            | [ * 4 ]  |
| 1994年（平成06年） |                  | 9,405            | [ * 5 ]  |
| 1995年（平成07年） |                  | 9,238            | [ * 6 ]  |
| 1996年（平成08年） |                  | 9,101            | [ * 7 ]  |
| 1997年（平成09年） |                  | 9,145            | [ * 8 ]  |
| 1998年（平成10年） |                  | 9,140            | [ * 9 ]  |
| 1999年（平成11年） |                  | 9,443            | [ * 10 ] |
| 2000年（平成12年） |                  | 9,367            | [ * 11 ] |
| 2001年（平成13年） |                  | 9,392            | [ * 12 ] |
| 2002年（平成14年） | 18,523           | 9,414            | [ * 13 ] |
| 2003年（平成15年） | 18,600           | 9,413            | [ * 14 ] |
| 2004年（平成16年） | 18,784           | 9,471            | [ * 15 ] |
| 2005年（平成17年） | 18,880           | 9,459            | [ * 16 ] |
| 2006年（平成18年） | 18,626           | 9,359            | [ * 17 ] |
| 2007年（平成19年） | 18,469           | 9,314            | [ * 18 ] |
| 2008年（平成20年） | 18,791           | 9,463            | [ * 19 ] |
| 2009年（平成21年） | 18,447           | 9,282            | [ * 20 ] |
| 2010年（平成22年） | 18,256           | 9,203            | [ * 21 ] |
| 2011年（平成23年） | 17,900           | 9,019            | [ * 22 ] |
| 2012年（平成24年） | 18,163           | 9,145            | [ * 23 ] |
| 2013年（平成25年） | 18,498           | 9,312            | [ * 24 ] |
| 2014年（平成26年） | 18,830           | 9,463            | [ * 25 ] |
| 2015年（平成27年） | 19,498           | 9,792            | [ * 26 ] |
| 2016年（平成28年） | 19,798           | 9,948            | [ * 27 ] |
| 2017年（平成29年） | 20,059           | 10,068           | [ * 28 ] |
| 2018年（平成30年） | 20,162           | 10,126           | [ * 29 ] |
| 2019年（令和元年） | 19,820           | 9,956            | [ * 30 ] |
| 2020年（令和02年） | 14,991           |                  |          |
| 2021年（令和03年） | 16,362           |                  |          |
| 2022年（令和04年） | 17,709           |                  |          |
| 2023年（令和05年） | 18,846           |                  |          |
| 2024年（令和06年） | 19,463           |                  |          |

## 駅周辺
- 大田鵜の木郵便局
- 多摩堤通り
- 大田区役所 鵜の木特別出張所
- 東京法務局 城南出張所
- 東京高等学校
- パークハウス多摩川
- 鵜の木商店街：鵜の木商店連合会として1953年（昭和28年）に組合成立。
- 鵜の木松山公園

## 隣の駅
東急電鉄
 東急多摩川線 
沼部駅 (TM02) - 鵜の木駅 (TM03) - 下丸子駅 (TM04)